# 鮮冕
鮮冕 （1478年—？年），字文卿，四川重慶府巴縣人，民籍，明朝政治人物。

## 生平
四川鄉試第二十八名舉人。弘治十八年（1505年）中式乙丑科三甲第三十七名進士。授知县，正德四年（1509年）十月选授山东道試御史，次月奉命整理广东盐法兼督捕盗贼，十一年巡按浙江，嘉靖二年（1523年）五月升浙江按察司副使。

## 家族
曾祖鮮宗；祖父鮮永華；父鮮俊，府同知。母李氏。